# Eriogonum terrenatum
Eriogonum terrenatum är en slideväxtart som beskrevs av James Lauritz Reveal. Eriogonum terrenatum ingår i släktet Eriogonum och familjen slideväxter. Inga underarter finns listade i Catalogue of Life.